# Göhlis
Göhlis ist ein Ortsteil der Großen Kreisstadt Riesa im Landkreis Meißen, Sachsen.

## Geographie
Göhlis liegt an der orographisch linken Seite der Elbe östlich von Riesa außerhalb des Stadtgebietes, südlich von Moritz und nordwestlich von Leutewitz.
Zum Riesaer Ortsteil Göhlis gehören das ehemalige Volkseigene Gut Göhlis und umgebende Wohngebäude, die Bebauung Ziegeleistraße, der Sportplatz Göhlis, die Gartenanlage „Am Reiter“ mit 859 Parzellen, bis 1919 Exerzierplatz eines berittenen Regiments, das Wasserwerk Göhlis und der Flugplatz Riesa-Göhlis an der Leutewitzer Straße.
Die Jahna, ein linker Nebenfluss der Elbe, fließt auf Göhliser Flur und mündet im Stadtgebiet Riesa gegenüber von Promnitz in die Elbe.
Die in einem Binnendelta der Elbe liegenden Göhliser Fluren sind hochwassergefährdet und gehören zu den festgesetzten Überschwemmungsgebieten der Elbe. Die Bebauung des Gutes ist von Hochwässern – bis auf die östlich gelegenen Stallungen – nicht betroffen.
Auf Göhliser Flur verlief ein von Ulmen gesäumter Leinpfad, dem der Elbe-Radweg linkselbisch folgt.
Der Ortsteil wurde um 1900 als Vorwerk mit Ziegelei bezeichnet und war ein Gutsweiler mit Gutsblockfluren.

## Besiedlungsgeschichte und erste urkundliche Erwähnung
Bis in das 13. Jahrhundert war das Land östlich der Elbe vorwiegend von Slawen besiedelt. Erstmals urkundlich erwähnt wird die Gemarkung 1214 als Golenze. Das Vorwerk, das auf einer Anhöhe an einem Flussarm der Elbe entstand, findet sich in späteren Jahren als Golis (1431), Gohlis (1791), Göhlis bei Riesa (1834) und Göhlis im Jahr 1875.
Die 1929 bei Schachtarbeiten für die Pumpstation des Riesaer Wasserwerkes in der Nähe des ehemaligen Rittergutes gefundenen Gefäße, die der Riesaer Museumsleiter und Vorgeschichtsexperte Alfred Mirtschin barg, konnten der Linearbandkeramischen Kultur zugeordnet werden. Sie belegen eine Besiedlung während der Jungsteinzeit (zwischen etwa 5600 und 4900 v. Chr.).

## Die wechselvolle Geschichte des Vorwerks bis zum Stadtgut

### Vom Klostergut zum Rittergut
Das Vorwerk Göhlis gehörte zu den Besitzungen des vor 1199 gegründeten ersten Klosters der Mark Meißen. Im Lauf der Säkularisation wurde das Kloster 1540 aufgehoben und das Klostervorwerk durch die landesherrliche Säcularisations-Commission beschlagnahmt und bis 1554 vom Klosteramt Riesa verwaltet.
Chr. von Nitzschewitz auf Gröba wurde im Jahr 1541 als Pächter des Vorwerks Golitz genannt. (15 strutpferde, 50 rindvieh, 9 enten, 26 gänse und 40 hühner kann man halten.) Während des Dreißigjährigen Krieges – in den Jahren 1637, 1642 und 1645 – wurde das Rittergut geplündert und fast gänzlich verwüstet.

### Vom Rittergut zum Stadtgut zwischen 1554 und 1874
1554 verkaufte August Kurfürst von Sachsen das eingezogene Klostergut zum ersten Mal als Rittergut an Martin von Miltitz. 1578 erwarb Johann v. Embden das Gut, das er 1617 verkaufte. 1622 kaufte Kurfürst Johann Georg II. (Sachsen) das Rittergut und belehnte den aus den Niederlanden stammenden Kaufmann, kursächsischen Kammerrat und Floßdirektor Christoph Felgenhauer mit dem Rittergut. Im Jahr 1722 wurde das Gut durch Heinrich von Felgenhauer an den Kammerherrn von Wehlen auf Martinskirchen verkauft. Im Jahr 1744 folgte die Zwangsvollstreckung. Commerzienrath Ernst Gottfried Hanisch (ab 1774 Johann Christoph, ab 1790 Freiherr von Odeleben, Jurist und Amtmann in Glauchau) kaufte das Gut 1746. 1764 erbte Justiz-Amtmann Johann Christoph Hanisch das Rittergut (1790 in den Reichsfreiherrenstand erhoben, danach Freiherr von Odeleben). Ihm folgten 1809 die Söhne, darunter Ernst Otto Innocenz Freiherr von Odeleben (bis 1790 Hanisch), Offizier, Militärschriftsteller, Topograf, Kartograf (1777 in Riesa geboren). Während der Befreiungskriege 1813 folgte eine erneute Zwangsvollstreckung.
Die Gebrüder Georg Ludwig und Curt Robert, Freiherren von Welck, kauften das Gut 1824 und die Stadt Riesa als Herrschaftsgebiet für 220.000 Thaler. Ab 1826 war Curt Robert Freiherr von Welck, Königlich-sächsischer Amtshauptmann außer Dienst, Mitglied der 1. Kammer der Ständeversammlung, Vorsitzenden der Stände des Meissner Kreises und Capitular des Collegiat-Stiftes zu Wurzen, alleiniger Besitzer des Rittergutes. Ab Mitte des 19. Jahrhunderts begann auf dem Gut eine rege Bautätigkeit.

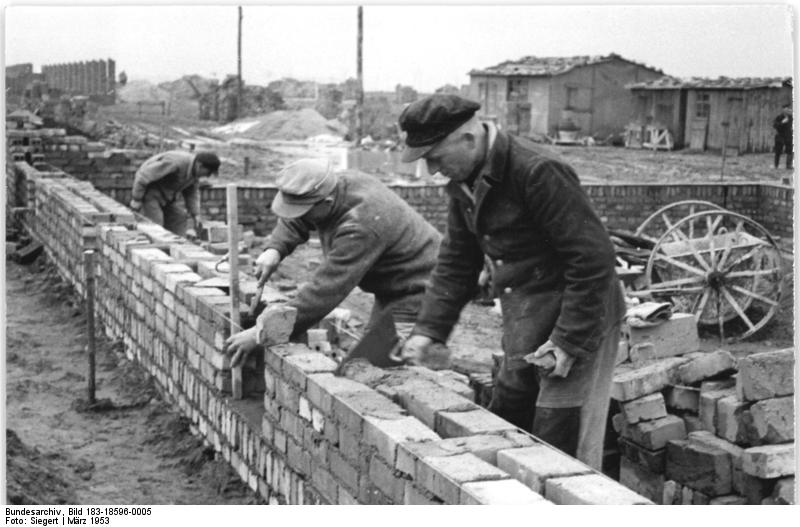
Bau von Schweineställen (50er Jahre)

Seit Mitte des 17. Jahrhunderts bis zu Beginn des 19. Jahrhunderts wurden die Familien der Rittergutsbesitzer von Felgenhauer, Hanisch (Freiherren von Odeleben) und von Welck im Gewölbe unter der Klosterkirche in Riesa beigesetzt.

### Das Gut zwischen 1874 und 1990: Stadtgut, Volksgut, volkseigenes Gut
Die Stadt Riesa kauft das Rittergut Göhlis 1874. 1933 wird das Stadtgut Göhlis in ein Volksgut umgewandelt.
Nach Ende des Zweiten Weltkrieges bestand in Riesa-Göhlis ein Umsiedlungslager.
Das Gut erhielt 1945 den Status eines Staatsgutes und wurde 1954 in ein volkseigenes Gut (VEG Riesa-Göhlis) umgewandelt. Die im Rahmen der Bodenreform an Neubauern verteilten Wirtschaftsgebäude des Rittergutes Merzdorf wurden später dem VEG Riesa-Göhlis zugeschlagen. Zum VEG Riesa-Göhlis gehörten die Teilbetriebe Jahnishausen, Klappendorf, Gostewitz, Leutewitz und Bobersen.

### Das ehemalige Volksgut nach der Wiedervereinigung
Das ehemalige Vorwerk ist der größte Hofkomplex in der Umgebung von Riesa. Die heutige Bebauung, ein landschaftsprägendes und ortsgeschichtlich bedeutendes Baudenkmal, besteht aus dem ehemaligen Herrenhaus mit Vorgarten, zwei Durchfahrtsscheunen, Ställen und einem Wohnstallhausflügel. Die Bauten wurden zwischen 1858 und 1895 errichtet. Das Pflaster des Hofes datiert ebenfalls aus dem 19. Jahrhundert.
Der denkmalgeschützte Komplex verfiel nach der deutschen Wiedervereinigung zusehends. Zwischen 1991 und 2002 wurden zahlreiche Gebäude abgerissen, darunter das außerhalb des Gutskomplexes gelegene Drescherhaus sowie eine Feldscheune auf östlicher Flur in Richtung Landeplatz Riesa-Göhlis. Nach der Wiedervereinigung 1990 wurde das Vermögen der VEG der Verwaltung durch die Treuhandanstalt überstellt. Das ehemalige Volksgut Riesa-Göhlis ist seit 15. Februar 1992 wieder Eigentum der Stadt Riesa.
Einen Teil des Volksgutes nutzt der Tierschutzverein Riesa und Umgebung e.V.  Das Tierheim „Elbaue“ wurde im Februar 1995 eröffnet. Der Gutskomplex beherbergt weitere gemeinnützige Nutzer, darunter den Verein Sprungbrett e.V., der in ländlich geprägter Umgebung ein soziokulturelles Zentrum mit Beherbergungs- und Erholungsmöglichkeiten geschaffen hat.

## Infrastruktur und Verkehrsanbindung

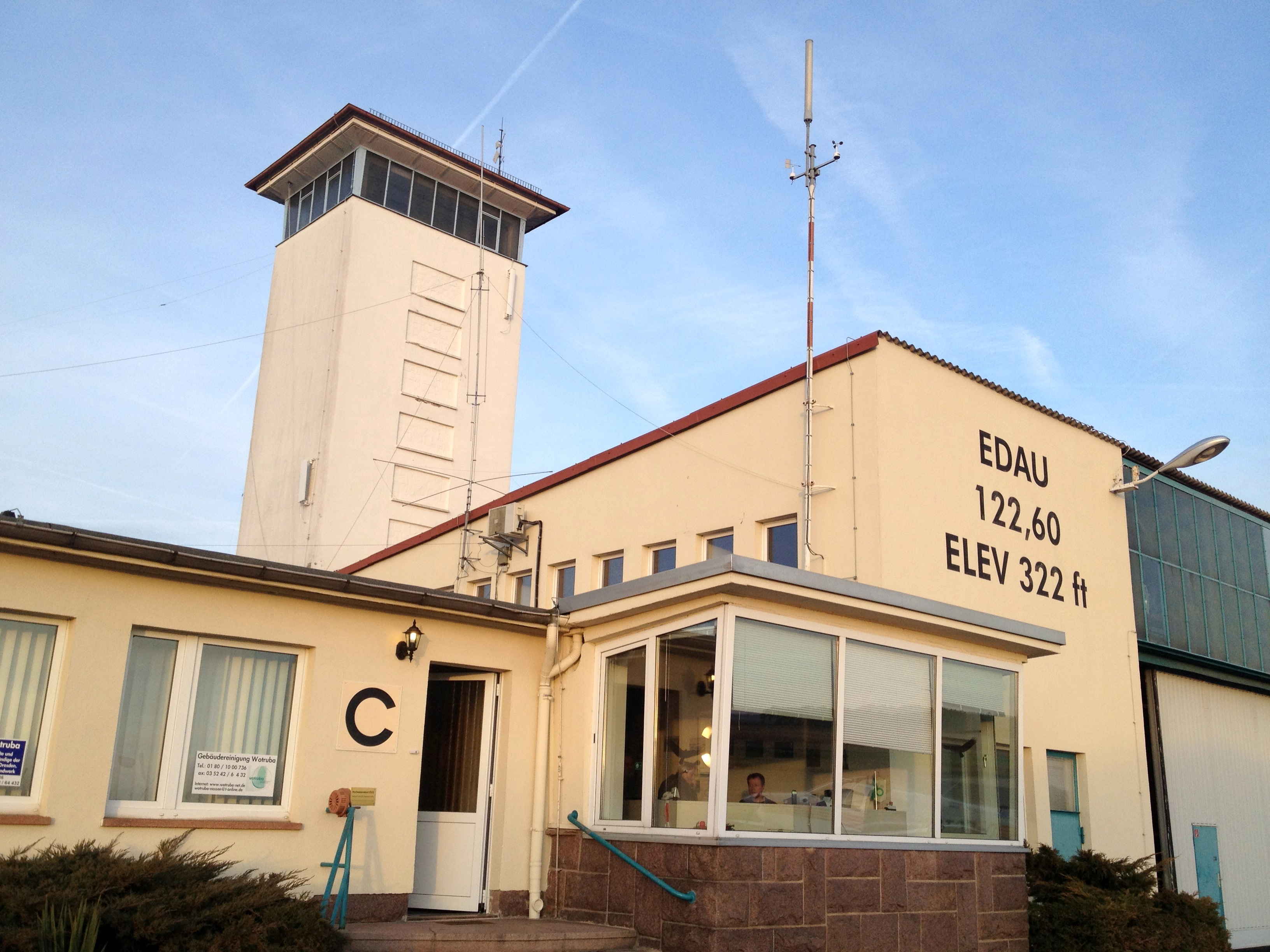
Flugplatz Riesa-Göhlis Tower

Die Leutewitzer Straße führt über die Jahnabrücke in die Riesaer Innenstadt. Die Brücke über die Jahna wurde zwischen 1554 und 1557 an der Röhrbornmühle erbaut.
Category:Jahnabrücke Großenhainer (Riesa) - Wikimedia Commons
Die Buslinie 446 verbindet die Bahnhöfe Riesa und Meißen und unterhält auf Göhliser Flur drei Haltestellen. Mehr als 800 Jahre verband am Elbkilometer 104,6 eine Fähre Moritz und Göhlis, die der Propst des Riesaer Klosters im Jahr 1222 dem Naumburger Lehnsträger Rudengerus von Muskowitz einschließlich des Dorfes Moritz abkaufte.
Das Fährgeschäft war bis zum erneuten Bau der Riesaer Elbbrücke 1878 einträglich. Mit einer Pramfähre wurden Erntegüter sowie Vieh übergesetzt. Bis 1931 verkehrte eine Wagenfähre. Die der Stadt Riesa gehörende Fähre war an den Schiffseigner Arnold aus Moritz verpachtet, der sie bis 1952 betrieb.
Der Flugplatz Riesa-Göhlis wurde 1926 auf dem Gelände des Exerzierplatzes Göhlis errichtet. Seit 1931 gab es eine Segelflugausbildung, ab 1940 bis zum Ende des Zweiten Weltkrieges wurde der Flugplatz militärisch genutzt. Die landwirtschaftlichen Nutzflächen nutzte das Volksgut. 1962 wurde die Gras-Start- und Landebahn auf 2800 m erweitert. Die Gesellschaft für Sport und Technik bildete auf dem Gelände Segelflieger aus. Nach 1989 wurde die Start- und Landebahn auf 1000 Meter Länge befestigt.

## Demografische Entwicklung (Gut Riesa-Göhlis)
Die Historischen Adressbücher der Stadt Riesa der Jahrgänge zwischen 1888 und 1913/14  geben Auskunft über die auf dem Gut lebenden Einwohner.
Die ab der zweiten Hälfte des 19. Jahrhunderts als Sachsengänger bekannten Arbeitsmigranten, die als Saisonarbeiter angestellt waren und keinen preußischen Pass besaßen, sind in den Adressbüchern der Stadt Riesa nicht erfasst. „Aus Angst vor „Polonisierung“ regulierte Preußen deren Zuwanderung. Aus Russland und Österreich durften nur unverheiratete Männer und Frauen einreisen. Die Saisonarbeiter mussten im Winter in ihre Heimat zurückkehren, ihre Arbeitsmöglichkeiten waren beschränkt. Schwangere Frauen wurden ausgewiesen. Die dauerhafte Einwanderung war unerwünscht und wurde verhindert.“

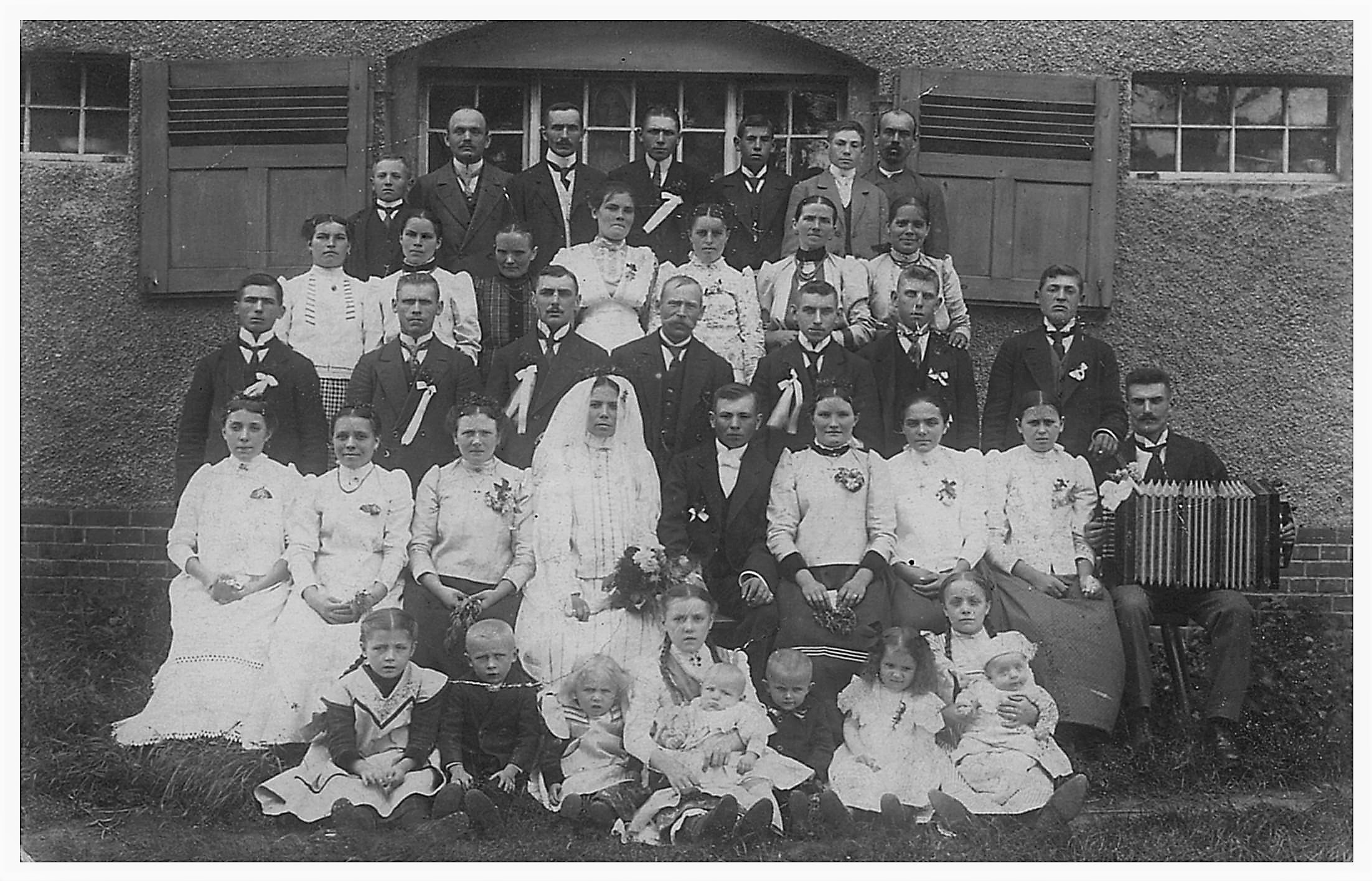
Sachsengänger-Hochzeitsgesellschaft auf dem Stadtgut Göhlis im Sommer 1916

Zu Beginn des Ersten Weltkrieges 1914 wurden die Grenzen für die aus Russisch-Polen stammenden Sachsengänger geschlossen. Mit der russischen Februarrevolution 1917 verloren sie ihre Staatsangehörigkeit und strandeten als Staatenlose in Deutschland. Nach Ende des Zweiten Weltkrieges leitete einer der Sachsengänger das VEG Göhlis.
Einwohnerentwicklung auf dem „Rittergut Riesa Göhlis“ zwischen 1888 und 1913/1914:
| Jahr      | Anzahl Einwohner |
| 1888/1889 | 22               |
| 1890      | 19               |
| 1892      | 22               |
| 1895/1896 | 19               |
| 1899/1900 | 22               |
| 1901/1902 | keine Angaben    |
| 1903/1904 | 21               |
| 1905/1906 | 17               |
| 1907/1908 | 17               |
| 1913/1914 | 34               |